# Silene succulenta
Silene succulenta är en nejlikväxtart. Silene succulenta ingår i släktet glimmar, och familjen nejlikväxter.

## Underarter
Arten delas in i följande underarter:
- S. s. corsica
- S. s. succulenta

## Bildgalleri

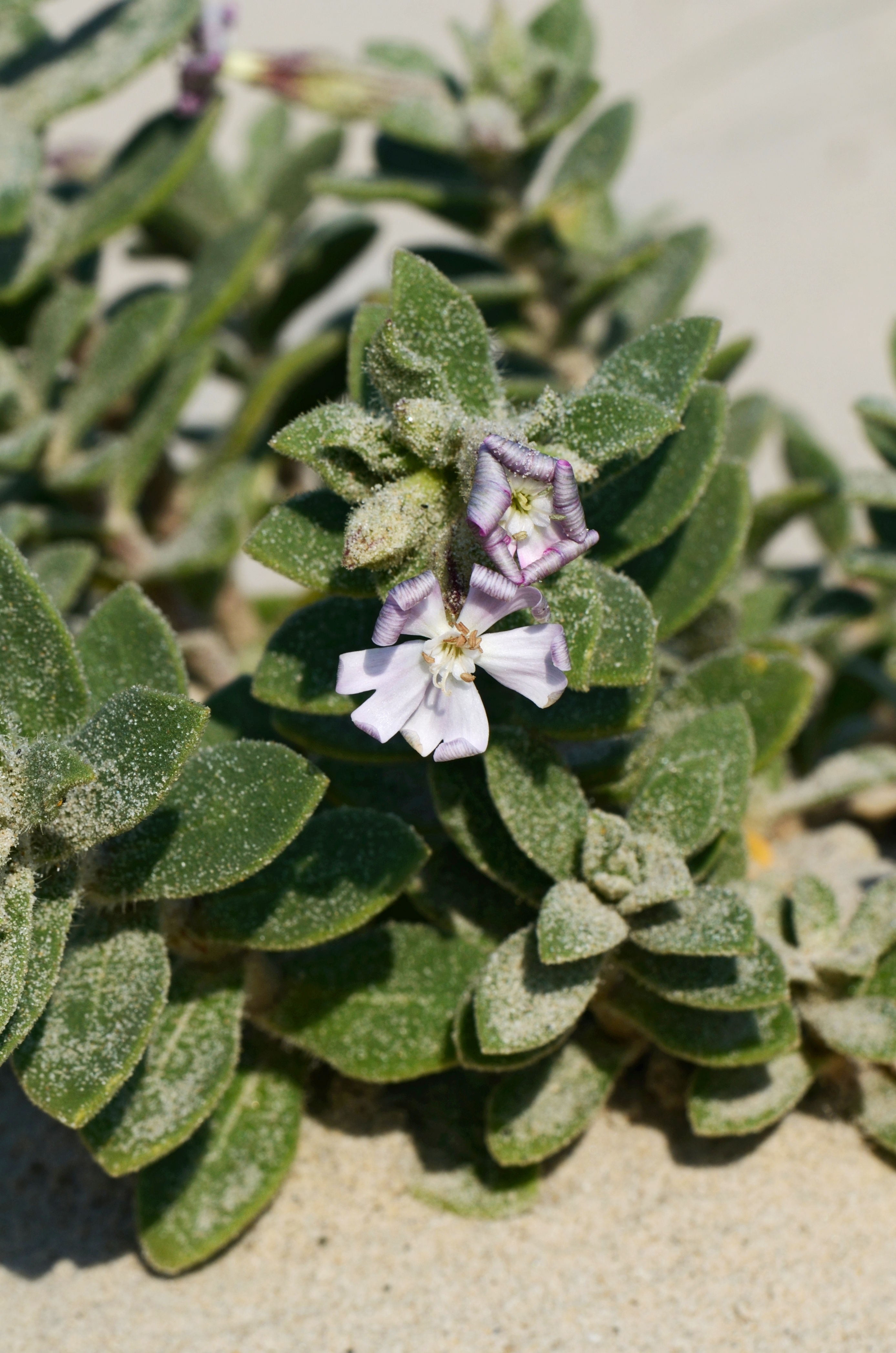